# 阿形美由紀
阿形美由紀（あがた みゆき、1984年5月10日 - ）は、千葉県出身の元バスケットボール選手。エバラヴィッキーズに所属していた。ポジションはガード。154cm。ニックネームは「ミーナ」。

## 人物
市立船橋高、玉川大学を経て荏原製作所に入社。チームの主力として活躍を見せる。
2010年引退。引退後は母校の玉川大学バスケットボール部アシスタントコーチに就任。
コーチ引退後、小学校教員をめざし、小学校教員として活躍中

## 経歴
- 市立船橋高 - 玉川大学 - 荏原（2007〜2010）